# Escuela de Administración y Contaduría de la UCV
La Escuela de Administración y Contaduría de la UCV también conocida simplemente por sus siglas como "EAC" es una de la subdivisiones de la Facultad de Ciencias Económicas y Sociales (FACES) de la Universidad Central de Venezuela. Se trata de una escuela de negocios de educación superior, localizada dentro de la Ciudad Universitaria de Caracas al lado de la Escuela de Idiomas Modernos y la Escuela de Educación, en la parroquia San Pedro del Municipio Libertador de Caracas, al oeste de la ciudad de Caracas, en Venezuela.
Tiene su sede en el edificio conocido como «Trasbordo», en la Avenida Minerva, en una estructura que aunque fue construida para ser usada temporalmente se ha mantenido por muchos años. Posee su propia biblioteca llamada "Ramón Antonio Villarroel" y su propio Centro de Información Digital Autónomo, conocido como El Eacista UCV, con Rafael Medina como cofundador, administrado por sus estudiantes y adscrito a la Dirección de Extensión Universitaria de la UCV. Los estudiantes egresados de allí obtienen 2 títulos básicos Licenciado en Administración Comercial o Licenciado en Contaduría Pública, cuenta también con un movimiento de representación estudiantil conocido como Enlace UCV.  